# Número racional gaussiano
En matemáticas, los números racionales gaussianos, o simplemente racionales gaussianos, son los números complejos cuyas partes real e imaginaria son números racionales. Forman el cuerpo Q(i) de los números gaussianos, que tiene como anillo de números enteros a los números gaussianos enteros Z[i]. Los estudió por primera vez el matemático alemán Carl Friedrich Gauss.

## Definición
Se dice que el número complejo z es número gaussiano si y solo si {\displaystyle z=p+qi}, donde {\displaystyle p,q\in \mathbf {Q} }

### Norma
La norma del número gaussiano {\displaystyle z=p+qi} es:
{\displaystyle N(z)=z{\bar {z}}=(p+qi)\cdot (p-qi)=p^{2}+q^{2}},
que es siempre un número racional positivo.

### Propiedades
- Grupo abeliano: El conjunto Q(i) con la adición de números gaussianos es un grupo abeliano, que tiene un subgrupo propio: el conjunto Z[i] de los gaussianos enteros.
- Cuerpo: El conjunto Q(i) con la adición y la multiplicación de números gaussianos es un cuerpo conmutativo[1]